# Agylla nepalica
Agylla nepalica är en fjärilsart som beskrevs av Daniel 1955. Agylla nepalica ingår i släktet Agylla och familjen björnspinnare. Inga underarter finns listade i Catalogue of Life.